# Claudio Willer

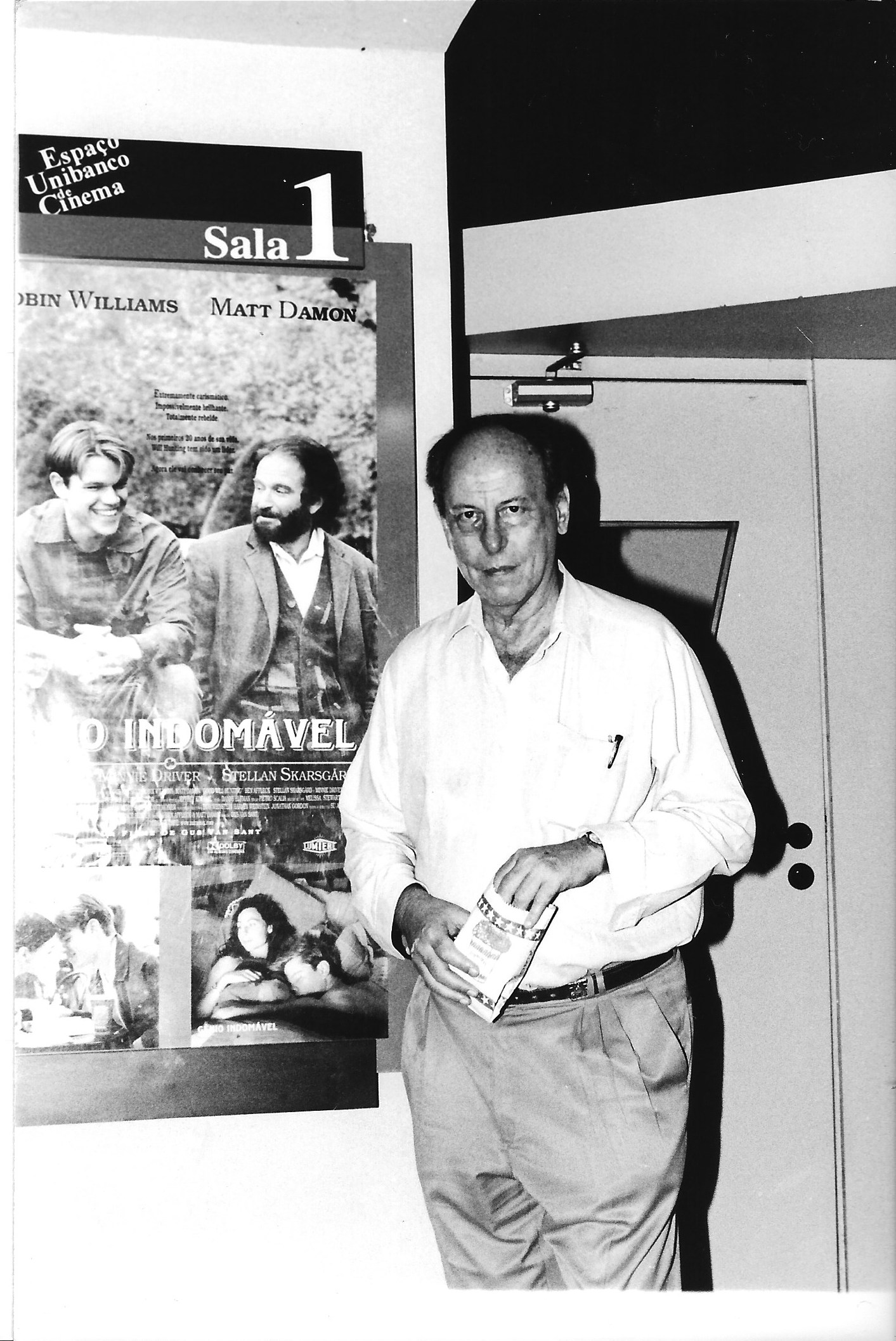
Claudio Willer

Claudio Jorge Willer (* 2. Dezember 1940 in São Paulo, Brasilien; † 13. Januar 2023 ebendort) war ein brasilianischer Schriftsteller, der als Lyriker und Essayist tätig war sowie als Übersetzer.

## Leben und Wirken
Willer war deutsch-jüdischer Herkunft. Er studierte Soziologie und Psychologie.
Er publizierte auch in Zeitungen wie der Folha de São Paulo. Seine Literatur ist angelehnt an der Beat-Generation und am Surrealismus. Auch war er vier Amtszeiten lang Präsident des brasilianischen Schriftstellerverbandes.
Willer veröffentlichte sieben Gedicht- und sechs Prosabände. Als Übersetzer übertrug er unter anderem Allen Ginsberg, Charles Bukowski, Jack Kerouac, Antonin Artaud, Octavio Paz und Lautréamont ins Portugiesische.
Claudio Willer starb am 13. Januar 2023 in São Paulo im Alter von 82 Jahren an den Folgen einer Krebserkrankung.